# 核酸方法
核酸技术是用来研究核酸（脱氧核糖核酸和核糖核酸）的技术。
纯化
- 酚-氯仿提取
- 基于旋转柱的核酸纯化
- RNA提取
- 布姆方法

定量
- 重量上的丰度: 光谱定量（英语：Quantification of nucleic acids）
- 数量上的绝对丰度: 定量PCR
- 高通量相对丰度：DNA芯片
- 高通量绝对丰度：序列分析基因表达（英语：serial analysis of gene expression）（SAGE）
- 分子量大小：凝胶电泳

合成
- 从头合成：寡核苷酸合成（英语：Oligonucleotide synthesis）
- 基因扩增：聚合酶链反应

其他
- - DNA测序
- 亞硫酸鹽定序
- 表达克隆（英语：Expression cloning）
- Southern印迹杂交
- Northern印迹杂交
- 蔗糖密度梯度离心（英语：Sucrose gradient centrifugation）
- 放射生物学研究（英语：Radioactivity in biological research）
- 生物芯片
- Nuclear run-on assay
- 熒光原位雜交
- 多种生物信息学方法，例如